# Sattner
Sattner je priimek več znanih Slovencev:
- Hugolin Sattner (1851—1934), duhovnik, frančiškan in skladatelj